# LAPSA (Líneas Aéreas Platenses)
Para la aerolínea de bandera paraguaya, ver Líneas Aéreas Paraguayas.
LAPSA (Líneas Aéreas Platenses) fue una aerolínea uruguaya con base en Montevideo, Uruguay. Fue fundada en 1962 y cesó sus operaciones en 1995.

## Historia
LAPSA se formó como empresa estatal en 1962 con servicios desde Montevideo a Buenos Aires, São Paulo y Río de Janeiro. En 1965, su flota constaba de dos Convair CV-240 y tres Lockheed L-188. Después se añadieron Shorts 330 y Saab 340. En 1978, LAPSA comenzó su era de los jets con la compra de dos Boeing 707. En dos años, LAPSA tenía vuelos a Miami, Frankfurt y Madrid.
Debido a su mal servicio, operaciones ineficientes, equipos obsoletos y exceso de empleo, como resultado de ser una empresa estatal, LAPSA perdía 1,3 millones de dólares americanos al mes a inicios de los años noventa. Fue privatizada en 1995 luego de que el gobierno de Julio María Sanguinetti decidiera privatizar muchas empresas estatales.

## Reinicio
Entre 2005 y 2006 un grupo de empresarios uruguayos quisieron relanzar esta aerolínea con cuatro aviones Embraer EMB 100 Brasilia, en principio con tres rutas regulares: Colonia-Buenos Aires, la misma que operó Aerolíneas Colonia (ARCO) de 1964 a 1986, Buenos Aires-Salto y Buenos Aires-Punta del Este. También estudiaban crear Montevideo-Asunción, Montevideo-Rivera-Porto Alegre y Punta del Este-Colonia. Al final el gobierno uruguayo no autorizó la ruta Buenos Aires-Punta del Este, la más rentable, y la aerolínea cerró sus operaciones en 2007. El 16 de marzo de 2010, el gobierno revocó su permiso de operaciones.